# Аполипопротеин C3
Аполипопротеин C3 (апоС-III, апо C-3; англ. apolipoprotein C-III, apoC-III) — аполипопротеин плазмы крови, который входит в состав липопротеинов очень низкой плотности и липопротеинов высокой плотности. Роль апо С-3 в обмене липопротеинов до конца не выяснена. Апо С-3 ингибирует фермент липопротеинлипазу.

## Структура и функция
Содержит 79 аминокислотных остатка и имеет молекулярную массу 8764 Да. С-концевой аминокислотой является аланин, а N-концевой серин. В составе белка отсутствуют изолейцин, цистин, цистеин, а к треонину в 74-м положении присоединен олигосахарид; поэтому апо С-3 является гликопротеидом. Олигосахарид содержит галактозу, галактозамин и сиаловую кислоту. В зависимости от количества молекул сиаловой кислоты различают три изопротеина, выявляемые при изоэлектрофокусировании:
- апо С-31 (одна молекула), доля от общей массы апо С-3 у здорового человека — 59 %; pI равно 4,9
- апо С-32 (две молекулы), доля от общей массы апо С-3 у здорового человека — 27 %; pI равно 4,8
- апо С-30 (ни одной молекулы), доля от общей массы апо С-3 у здорового человека — 14 %; pI равно 5,1

В водных растворах апо С-3 легко образует ассоциаты. Точная роль в метаболизме липопротеинов не определена. Показано, что in vitro он ингибирует липопротеинлипазу, однако нет строгих доказательств, имеет ли это физиологическое значение.

## Синтез
Апо С-3 образуются главным образом в клетках печени. Они синтезируются с сигнальным пре-сегментом, состоящим из 20—22 аминокислот, который отщепляется при трансляции внутри гепатоцитов. После этого формируется зрелая форма белка. Следующая стадия — гликозилирование, после которой белок становится готовым для секреции. Апо С-3 обнаружены в небольших количествах в н-ЛПОНП в аппарате Гольджи, однако основная масса их присоединяется к липопротеинам в перисинусоидальном пространстве. Скорость синтеза составляет 1,96—2,60 мг/кг/сут, время нахождения в плазме крови 2,12—2,78 сут. Содержание в плазме крови здоровых людей составляет 10—12 мг/дл, но может доходить до 20 мг/дл.

## Ген
Ген APOС3 человека локализуется в хромосоме 11 и находится в тесном комплексе с аполипопротеинами апоА1 и апоА4. Известна редкая наследственная мутация, которая приводит к нарушению 2 белков — недостаточность апоС3 и апоА1. При этом мутация связана с развитием раннего атеросклероза. У людей с данной мутацией гена уровень триглицеридов понижен, что, соответственно, снижает вероятность развития заболеваний сердца.